# Nadia Tolokonnikova
Nadejda Andreevna Tolokonnikova (russo:  Наде́жда Андре́евна Толоко́нникова; IPA: [nɐˈdʲeʐdə təlɐˈkonʲːɪkəvə]; nascida em 7 de novembro de 1989), também conhecida como Nadia Tolokno (Надя Толокно) ou Nadya Tolokonnikovao, é uma artista conceitual, musicista, ativista política e escritora rússa. Ela foi membro do grupo anarquista feminista Pussy Riot e possui histórico de ativismo político com o grupo Voina.
Em 17 de agosto de 2012, Tolokonnikova foi condenada por "vandalismo e ódio religioso", no que foi considerado por grupos defensores de direitos humanos como um julgamento parcial, após a ativista invadir a Catedral de Cristo Salvador, em Moscou, para fazer uma performance em que músicas de protesto contra Vladmir Putin eram cantadas por sua banda, Pussy Riot. Foi sentenciada a dois anos de prisão. Em 23 dezembro de 2013, ela foi solta com outra membro do Pussy Riot, Maria Aliokhina, de forma a cumprir com uma emenda à Constituição Rússa.
Tolokonnikova foi reconhecida como prisioneira política pelo grupo russo de direitos humanos Union of Solidarity with Political Prisoners (Solidarnost ou União em Solidariedade com Prisioneiros Políticos). A Anistia Internacional a considerou uma prisioneira da consciência por "severidade das autoridades russas".

## Vida e educação

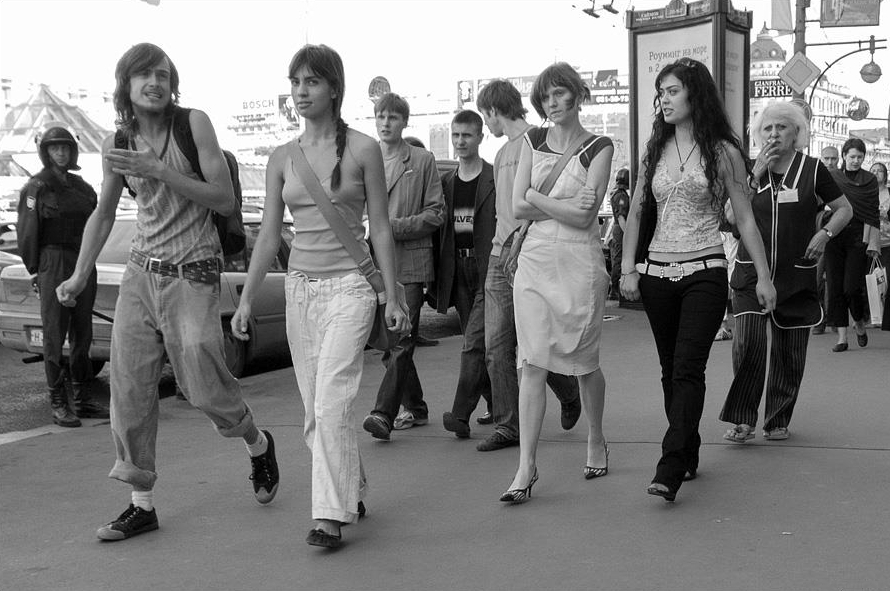
Tolokonnikova caminhando na Marcha dos Dissidentes "por uma Russia sem Putin" em junho de 2007

Tolokonnikova nasceu em 7 de novembro de 1989 na cidade industrial de Norilsk, Rússia, de seus pais Andrei Stepanovitch Tolokonnikov e Ekaterina Voronina. Nadya era ativa em sua escola em grupos sobre literatura moderna amadora, projetos de filosofia e artes organizados pela Novoe Literaturnoe Obozrenie.
Em 2007, aos 17 anos, Nadya se mudou para Moscou e se integrou ao departamento de filosofia da Universidade Estatal de Moscou.

## Carreira
Nadya se juntou ao coletivo de arte Voina em 2007 e participou de diversos projetos provocativos de performance de arte. Em fevereiro de 2008, eles estiveram envolvidos no performance "Fuck for the heir Puppy Bear!". Nesta performance casais são filmados em seu ato sexual no Museu Estatal Timiryazev de Moscou. A performance pretendia ser uma sátira ao presidente Dmitry Medvedev que reclamava do aumento da reprodução do povo russo. Ela estava nos últimos estágios de sua gravidez à época.
Os casos de censura vividos por Nayia e pelo Pussy Riot motivou o apoio de diversas figuras e instituições internacionais, como Paul McCartney, Madonna, Adele, Yoko Ono, U2 e a Anistia Internacional.

### Prisão e indiciamento

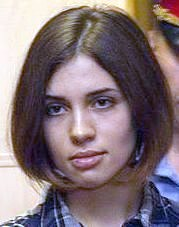
Nadia Tolokonnikova na Corte Distrital de Moscou

Seguindo o incidente da "Punk Prayer" ("Oração Punk") em fevereiro de 2012, um processo criminal foi aberto em 26 de fevereiro contra as membros da banda Pussy Riot. Em 3 de março, Tolokonnikova e duas outras membros do Pussy Riot foram presas pelas autoridades russas e acusadas de hooliganismo motivado por ódio religioso.

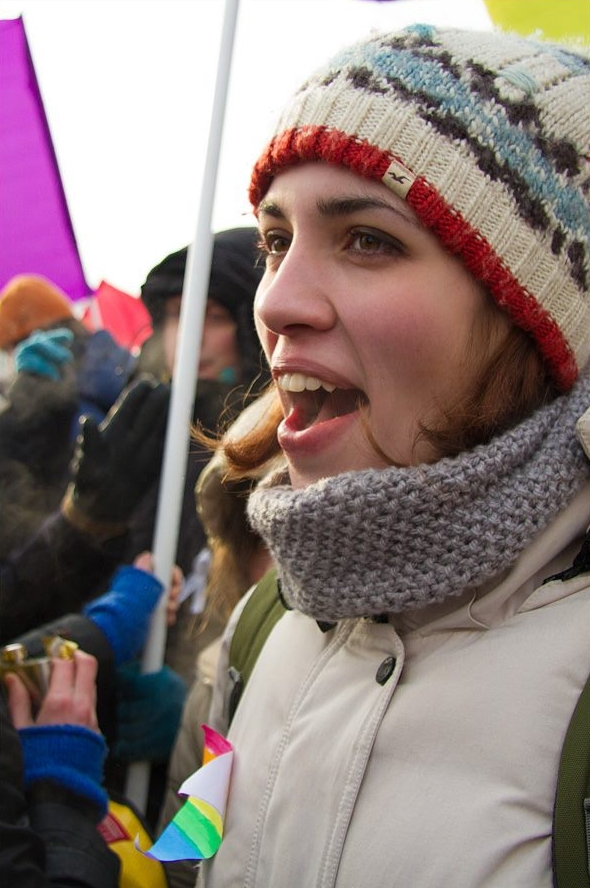
Tolokonnikova em protesto em 4 de fevereiro de 2012

Tolokonnikova cumpriu pena de dois anos na Colônia Penal Feminina IK-14, próxima a Partsa, Mordóvia. Em setembro de 2013, ela fez greve de fome na prisão alegando ter sofrido de maus tratos e ameaças de morte por membros da equipe penitenciária. Escreveu uma carta falando sobre as condições das mulheres na prisão russa, em que dizia que as mulheres não são tratadas como humanas, e que as prisioneiras tinham que trabalhar de 16 a 17 horas e dormir de 3 a 4 horas por dia.
Enquanto estava na prisão, trocou cartas com o cineasta e crítico cultural Slavoj Žižek, discutindo sobre democracia e ativismo. Suas correspondências eram intermediadas pelo filosofo francês Michel Eltchaninoff, e suas 11 cartas foram compiladas num livro curto: Comradely Greetings: The Prison Letters of Nadya and Slavoj ("Felicitações, Camaradas: As Cartas da Prisão de Nadya e Slavoj", em tradução livre).
Em setembro de 2013, Tolokonnikova foi hospitalizada depois de ficar sem alimento por uma semana na prisão. Ela foi tratada na enfermaria da prisão; as autoridades não liberaram detalhes.
Em 21 de outubro de 2013 ela foi transferida para outra prisão; seu paradeiro não foi divulgado pelas autoridades russas por vários dias, preocupando amigos, familiares e a comunidade internacional. Em novembro de 2013 foi reportado que Nadya foi transferida para IK-50, uma prisão localizada próximo a Nijny Ingash, aproximadamente a 300 km de Krasnoiarsk, Sibéria. Em 15 de novembro de foi capaz de se comunicar novamente com seu marido por uma videochamada no hospital da prisão.

#### Soltura
na tarde de 23 de dezembro de 2013, Tolokonnikova foi solta da prisão em Krasnoiarsk, onde ela estava sendo tratada na enfermaria daquela unidade. A anistia concedida por Putin a detentos considerados presos políticos foi vista como uma propaganda de seu governo, que se preparava para os Jogos Olímpicos de Inverno de 2014. Tolokonnikova disse: "Libertar pessoa a apenas alguns meses antes da expiração da pena é uma cortina de fumaça [...] isso é ridículo [...] Este é um ato nojento e cínico [de Vladmir Putin]", e convocou o país a boicotar as Olimpiadas de Inverno. Ela e Alyokhina disseram que formariam um movimento de direitos humanos por reformas prisionais. A Rússia é conhecida por diversas violações de direitos humanos, especialmente no sistema penal. Em 6 de março de 2014, Tolokonnikova e Aliokhina foram surpreendidas e feridas num assalto a um restaurante fast-food em Nijny Novgorod.
Após sairem da prisão, Tolokonnikova e Alyokhina fundaram um site de jornalismo sobre direitos humanos chamado MediaZona.

### Trabalhos
- Em 2016, ela publicou o livro autobiográfico entitulado How to Start a Revolution.
- De 2018 a 2019, Tolokonnikova escreveu canções e saiu em turnê com a produção musical Riot Days, baseada no livro de mesmo nome escrito por Maria Alyokhina. A turnê passou pelo Brasil.[52][53]
- Em 2018 ela publicou o livro Read and Riot: A Pussy Riot Guide to Activism, lançado no Brasil com o título: "Um Guia Pussy Riot para o Ativismo", pela Ubu Editora. Este livro é estruturado em 10 regras de Nadia para a revolução ("Seja um pirata! Faça com que o governo se borre de medo! Retome a alegria!"), e ilustrado com desenhos que representam momentos de sua vida e a filosofia de outros rebeldes revolucionários da história da humanidade. Centrado na ação direta, e ultrapassando as ideias típicas de militância, o livro é um guia para a desobediência civil, e encoraja que questionamentos sobre o status quo. Nadia defende a ideia de que a ação política precisa ser excitante, e até alegre, de forma a deselitizar a política.[54][55]

## Vida pessoal
Tolokonnikova foi casada com Piotr Verzilov. Eles tiveram uma filha chamada Gera, nascida em 2008.
Ela é pansexual.

## Prêmios e honrarias
Ela é co-vencedora do Prêmio Hannah Arendt do Pensamento Político, em 2014.

## Na cultura popular
Um documentário que seguiu o caso Pussy Riot na côrte russa, Pussy Riot: A Punk Prayer, foi lançado em 2013 no Sundance Film Festival.
Em 2015, Tolokonnikova e sua parceira do Pussy Riot Maria Alyokhina apareceram como elas mesmas no episódio 29 de House of Cards, uma série estadunidense de drama televisivo popular na Netflix. Na série, Tolokonnikova e Alyokhina criticavam Vladimir Putin por corrupção, enquanto presenciavam um jantar na Casa Branca.
Uma entrevista com Jessica Williams, Phoebe Robinson e Tolokonnikova foi lançada em novembro de 2016 no podcast 2 Dope Queens.